# فار کرای
فار کرای (به انگلیسی: Far Cry) نام یک مجموعه بازی ویدئویی در سبک  اکشن-ماجراجویی، تیراندازی اول شخص و جهان باز است که ساخت شرکت یوبی‌سافت می‌باشد و تاکنون ۱۱ بازی از این مجموعه ساخته و منتشر شده‌است. بر اساس این بازی رایانه‌ای یک فیلم نیز توسط اووه بل ساخته و کارگردانی شده‌است و همچنین یک فیلم دیگر در دست ساخت است.

## نسخه‌ها
| عنوان                      | پلتفرم(ها)                                                           | گیم‌رنکینگز   | متاکریتیک | تاریخ انتشار |
| -------------------------- | -------------------------------------------------------------------- | ------------ | --------- | ------------ |
| فار کرای                   | مایکروسافت ویندوز ایکس‌باکس ۳۶۰ پلی‌استیشن ۳                           | ۸۹٫۳۸٪       | ۸۹/۱۰۰    | ۲۰۰۴         |
| فار کرای غرایز             | ایکس‌باکس                                                             | ۸۶٫۶۷٪       | ۸۵/۱۰۰    | ۲۰۰۵         |
| فار کرای غرایز: فرگشت      | ایکس‌باکس                                                             | ۷۶٫۶۲٪       | ۷۸/۱۰۰    | ۲۰۰۶         |
| فار کرای غرایز: درنده      | ایکس‌باکس ۳۶۰                                                         | ۷۷٫۰۳٪       | ۷۸/۱۰۰    | ۲۰۰۶         |
| فار کرای انتقام            | وی                                                                   | ۳۷٫۷۱٪       | ۳۸/۱۰۰    | ۲۰۰۶         |
| فار کرای غرایز: بهشت گمشده | آرکید                                                                | N/A          | N/A       | ۲۰۰۷         |
| فار کرای ۲                 | رایانه شخصی ایکس‌باکس ۳۶۰ پلی‌استیشن ۳                                 | ۸۴٫۴۲٪       | ۸۵/۱۰۰    | ۲۰۰۸         |
| فار کرای ۳                 | رایانه شخصی ایکس‌باکس ۳۶۰ پلی‌استیشن ۳                                 | ۸۸٫۱۲٪۹۱/۱۰۰ | [ ۳ ]     | ۲۰۱۲         |
| فار کرای ۳: خون اژدها      | رایانه شخصی ایکس‌باکس ۳۶۰ پلی‌استیشن ۳                                 | ۸۳٫۸۵٪       | ۸۰/۱۰۰    | ۲۰۱۳         |
| فار کرای ۴                 | رایانه شخصی ایکس‌باکس ۳۶۰ ایکس‌باکس وان پلی‌استیشن ۳ پلی‌استیشن ۴        |              |           | ۲۰۱۴         |
| فار کرای اولیه             | رایانه شخصی پلی استیشن ۴ اکس‌باکس وان                                 |              |           | ۲۰۱۶         |
| فار کرای ۵                 | رایانه شخصی پلی استیشن ۴ اکس‌باکس وان                                 |              |           | ۲۰۱۸         |
| فار کرای طلیعه نوین        | رایانه شخصی پلی استیشن ۴ اکس‌باکس وان                                 |              |           | ۲۰۱۹         |
| فار کرای ۶                 | رایانه شخصی پلی استشن ۴ اکس باکس وان پلی استیشن ۵ اکس باکس سرویس اکس |              |           | ۲۰۲۱         |